# Baden (regione storica)

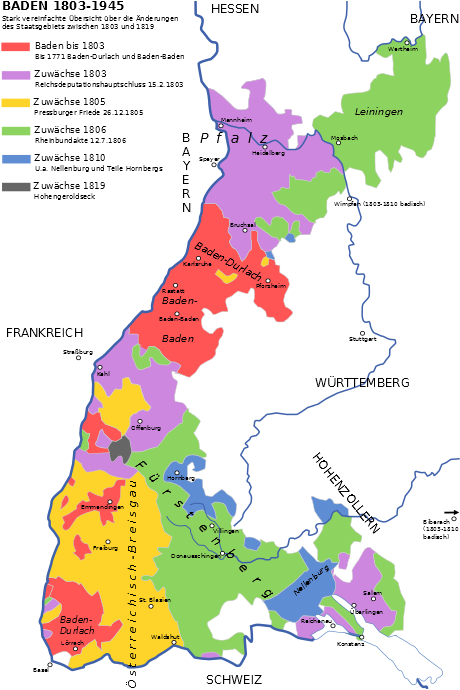
Granducato di Baden con il Margraviato (rosso) e i territori acquisiti dopo il 1803

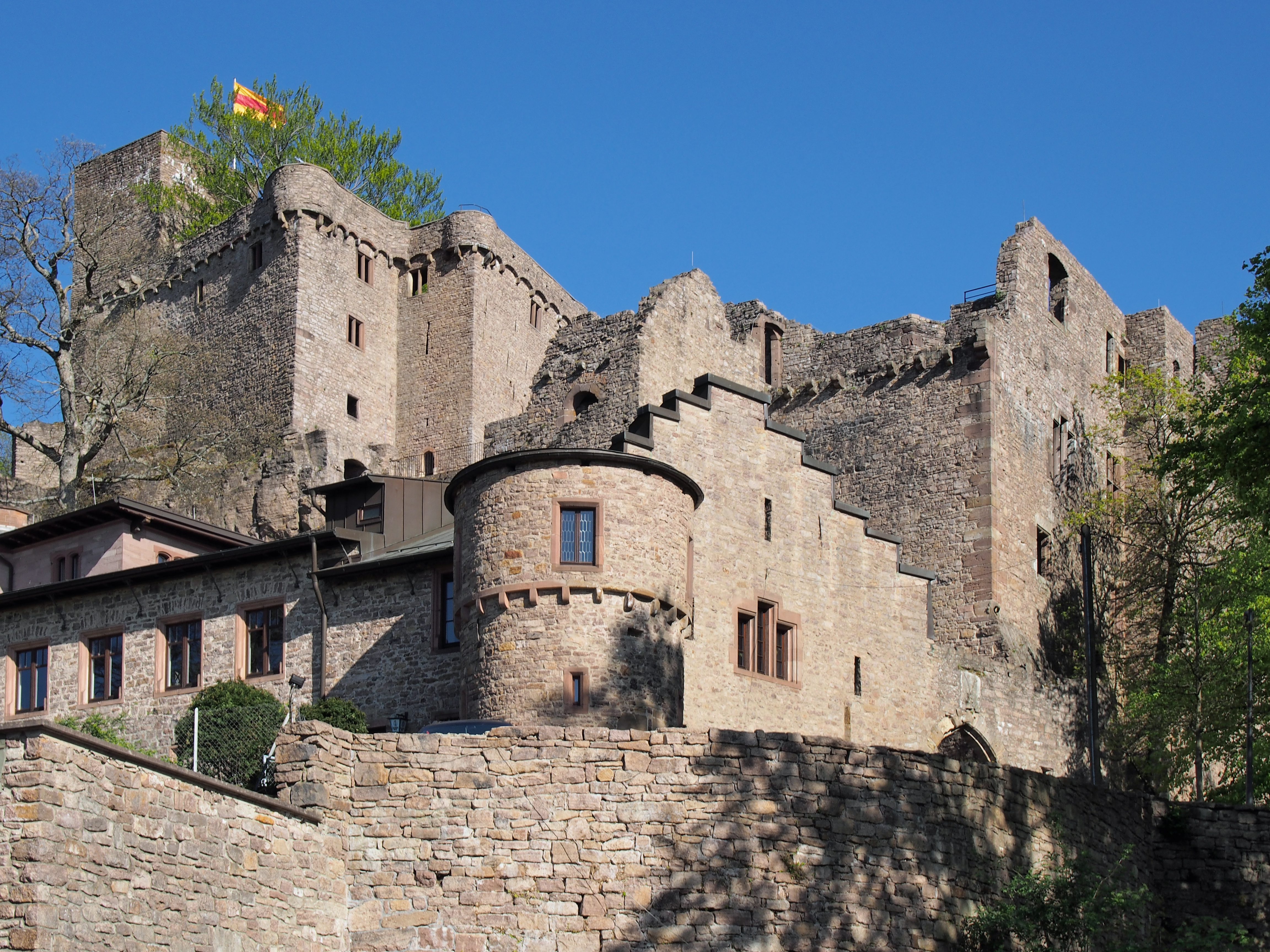
Il castello di Hohenbaden sul Battert sopra Baden-Baden

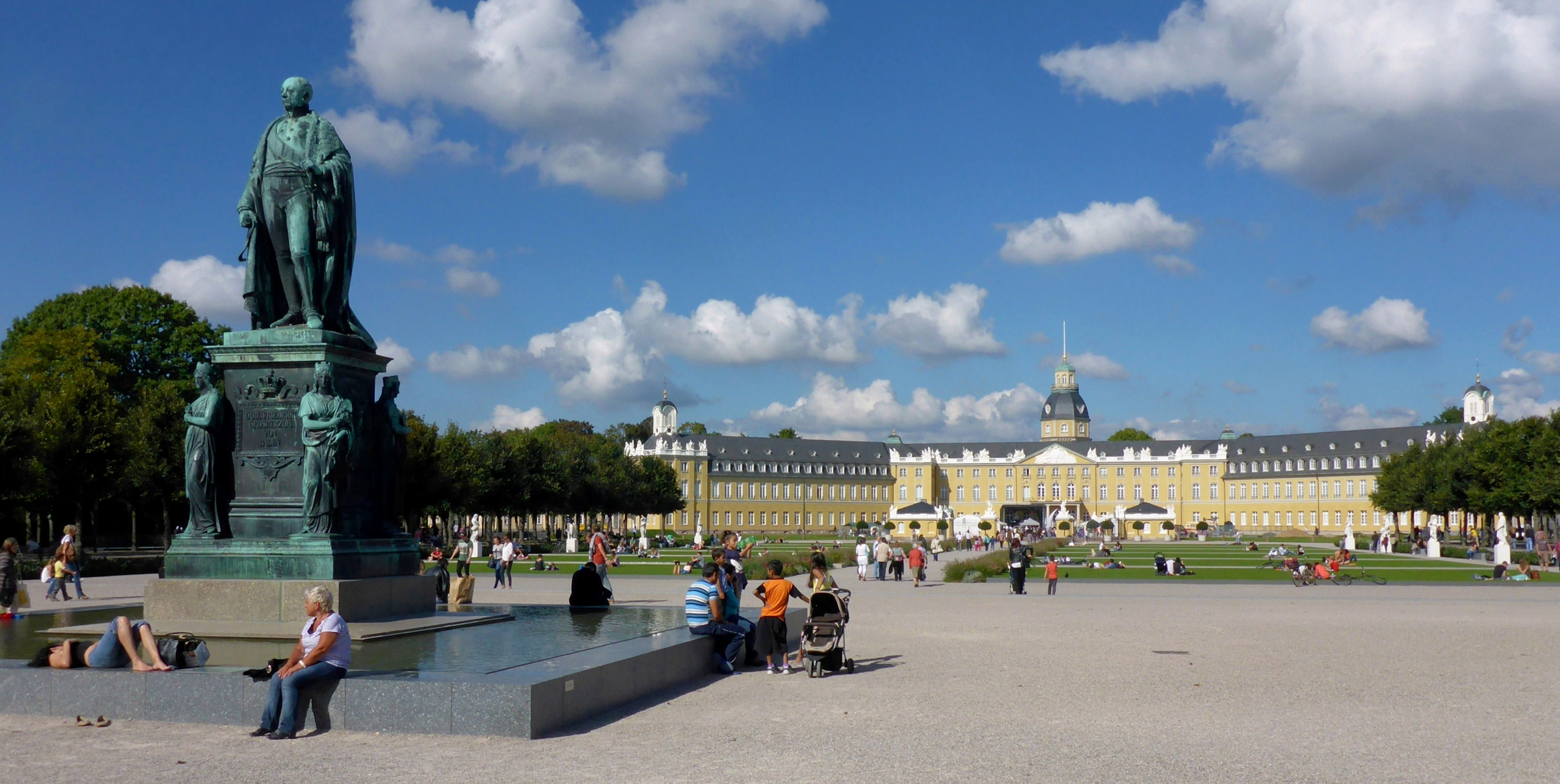
Monumento Carlo Federico di Baden di fronte al Castello di Karlsruhe

Il Baden è una regione storica situata nella Germania meridionale e nella Svizzera settentrionale, su entrambi i lati dell'alto corso del fiume Reno.

## Storia
I margravi di Baden provenivano dalla casa di Zähringen. Baden prende il nome dalla residenza dei margravi, il castello di Hohenbaden a Baden-Baden. Ermanno II di Baden rivendicò per la prima volta il titolo di margravio di Baden nel 1112. Un margraviato di Baden unito esistette da questo momento fino al 1535, quando fu diviso nei due margravi di Baden-Durlach e Baden-Baden. A seguito di un devastante incendio a Baden-Baden nel 1689, la capitale fu trasferita a Rastatt.
Le due parti furono riunite nel 1771 sotto il margravio Carlo Federico. Il restaurato Margraviato con capitale Karlsruhe fu elevato allo stato di elettorato nel 1803. Nel 1806, l'elettorato di Baden, ricevendo aggiunte territoriali, divenne il Granducato di Baden.
Il Granducato di Baden fu uno stato all'interno della Confederazione tedesca fino al 1866 e dell'Impero tedesco fino al 1918, a cui successe la Repubblica di Baden all'interno della Repubblica di Weimar e della Germania nazista. Dal 1945 al 1952, il Baden meridionale e il Württemberg-Baden erano territori rispettivamente sotto l'occupazione francese e americana. Sono stati uniti con Württemberg-Hohenzollern per formare il moderno Stato federale del Baden-Württemberg nel 1952.

## Geografia
Il Baden si trova nel sud-ovest della Germania, con la maggior parte delle sue principali città nella pianura dell'Alto Reno. Delimitata dal Lago di Costanza a sud e dal fiume Reno a sud e ovest, la regione del Baden si estende dal Linzgau e dai territori delle città di Lörrach e Friburgo in Brisgovia fino a Karlsruhe e poi a Mannheim, arrivando ai fiumi Meno e Tauber.
A ovest si trova la regione storica francese dell'Alsazia, a sud la Svizzera, il Palatinato a nord-ovest, l'Assia a nord e parti della Baviera a nord-est. Il suo confine orientale con la regione del Württemberg va dalla regione del Kraichgau attraverso la Foresta Nera, e da alcune parti della foresta al Reno le distanze si riducono a 18 chilometri (11 miglia) nella cosiddetta "Wespentaille" vicino a Gaggenau.

## Stati storici del Baden
- Margraviato di Baden – Stato del Sacro Romano Impero esistito tra il 1073 e il 1190 e tra il 1771 e il 1803
- Margraviato di Baden-Baden – Stato del Sacro Romano Impero esistito tra il 1190 e il 1335, tra il 1348 e il 1620 e tra il 1622 e il 1771
- Margraviato di Baden-Durlach – Stato del Sacro Romano Impero esistito tra il 1515 e il 1771
- Elettorato di Baden – Stato del Sacro Romano Impero esistito tra il 1803 e il 1806
- Granducato di Baden – Stato della Confederazione del Reno e dell'Impero tedesco esistito tra il 1806 e il 1918
- Repubblica di Baden – Stato della Repubblica di Weimar e del Terzo Reich esistito tra il 1918 e il 1945
- Baden – Stato federato della Germania Ovest esistito tra il 1945 e il 1952
- Württemberg-Baden – Stato federato della Germania Ovest esistito tra il 1945 e il 1952

Dal 1952 è istituito il land del Baden-Württemberg, Stato federato della Germania Ovest e della Germania riunificata